# Xylocopa angulosa
Xylocopa angulosa är en biart som beskrevs av Maa 1954. Xylocopa angulosa ingår i släktet snickarbin, och familjen långtungebin. Inga underarter finns listade i Catalogue of Life.